# コンロー (テキサス州)
コンロー （英: Conroe）は、アメリカ合衆国テキサス州のモンゴメリー郡の都市で、同郡の郡庁所在地。ヒューストンの約64km北に位置する。ヒューストン大都市圏の主要都市の1つである。
2023年時点での人口は103,035人。2007年以降、市の面積 (および人口) は併合によって増加し、面積は52.8平方マイルから74.4平方マイルに拡大した。一部のコミュニティはそのような併合に対抗しようと試みている。アメリカ合衆国国勢調査局によると、2015年7月1日から2016年7月1日の期間で、コンローは全米の人口5万人以上の都市のうち最も急速に成長した都市であった。

## 歴史
市名はアイザック・コンローにちなんで名付けられた。コンローは北部で生まれ、北軍の騎兵隊士官として勤務し、南北戦争後にヒューストンに定住した後、材木職人となった.。コンローは1881年にこの地域に製材所を設立した。「コンローズ・スイッチ」と名付けられたこのコミュニティは、製材産業で富を築き、19世紀後半には製材産業の成長に惹かれた労働者や住民が流入してきた。
1886年、拡大する町にコンロー・ミル学校が設立された。また、アフリカ系アメリカ人の学校としてコンロー師範実業学校が設立された。
20世紀初頭頃にはモンゴメリー郡で6件のリンチが記録され、コンローの裁判所で容疑者リンチを受けた例もあった。1922年には、ジョー・ウィンターズという名の若い黒人男性が、若い白人女性を襲った容疑で裁判所の広場でリンチを受け、生きたまま焼かれた。黒人のコミュニティ内では、彼が女性と合意の上の関係にあったことが知られていたが、発覚時に女性はそれを否定した。
1941年、ボブ・ホワイトが3度目の公判中に裁判所で射殺された事件が起きた。この黒人男性は、1936年にリヴィングストンで白人女性を暴行した容疑で逮捕された（黒人コミュニティの別の証言によれば、彼らには継続的な合意関係があったという）。彼は最初にそこで白人だけの陪審の前で裁判を受け、有罪判決を下された。この訴訟はヒューストンのNAACPの支援を受けて控訴されたが、その理由は、彼には弁護士もつけられず、家族と連絡を取ることもできず、取り調べで拷問を受けたためだった。訴訟は合衆国最高裁判所への控訴審に持ち込まれたが、最高裁判所は自白の強要は違憲であるとの判決を下し、事件を下級裁判所に差し戻した。2回目の公判は会場を変更してコンローで行われた。陪審員は全員別の白人で、再び有罪判決が下された。法廷での審理中、裁判官と多数の証人の前で、被害者とされる者の夫がホワイトの後頭部を撃ち、即死させた。夫は逮捕され、翌週裁判にかけられたが、無罪となった。
1931年、ジョージ・W・ストレークがコンロー油田を発見した。留出物と天然ガスは、深さ約1,500mのコックフィールド層から取り出された。1932年の2番目の油井からは1日当たり1,200バレルを生産した。1935年までに、この油田では4,000万バレルの石油が生産された。
1930年代には、石油の利益により、一時的には全米で最も億万長者の割合が多かった。戦後に州間高速道路45号線が建設されて自動車でのアクセスが改善された後、多くのヒューストン市民が高速道路を利用して、コンロー周辺に発展した新しい郊外のコミュニティに向かうようになった。

## 地理
アメリカ合衆国行政管理予算局は、コンローをヒューストン大都市圏の主要都市として分類している。コンローはヒューストンの約64km北に位置している。

### 気候
コンロー周辺の気候は、夏は暑く湿気が多く、冬は概ね冷涼で穏やかである。ケッペンの気候区分によるとコンローは温暖湿潤気候に属する。
| コンローの気候                            | コンローの気候 | コンローの気候 | コンローの気候 | コンローの気候 | コンローの気候 | コンローの気候 | コンローの気候 | コンローの気候 | コンローの気候 | コンローの気候 | コンローの気候 | コンローの気候 | コンローの気候  |
| 月                                        | 1月            | 2月            | 3月            | 4月            | 5月            | 6月            | 7月            | 8月            | 9月            | 10月           | 11月           | 12月           | 年              |
| ----------------------------------------- | -------------- | -------------- | -------------- | -------------- | -------------- | -------------- | -------------- | -------------- | -------------- | -------------- | -------------- | -------------- | --------------- |
| 最高気温記録 °C （°F）                    | 29 (84)        | 33 (91)        | 36 (96)        | 37 (98)        | 38 (100)       | 41 (105)       | 42 (107)       | 43 (109)       | 43 (109)       | 39 (102)       | 34 (94)        | 32 (89)        | 43 (109)        |
| 平均最高気温 °C （°F）                    | 17.1 (62.7)    | 19.3 (66.7)    | 23.1 (73.5)    | 26.5 (79.7)    | 30.3 (86.5)    | 33.5 (92.3)    | 34.9 (94.9)    | 35.4 (95.8)    | 32.4 (90.4)    | 27.8 (82.1)    | 22.1 (71.8)    | 17.8 (64.1)    | 26.68 (80.04)   |
| 日平均気温 °C （°F）                      | 11.3 (52.3)    | 13.5 (56.3)    | 17.1 (62.8)    | 20.7 (69.3)    | 24.8 (76.6)    | 28 (82.4)      | 29.3 (84.7)    | 29.5 (85.1)    | 26.8 (80.2)    | 21.8 (71.2)    | 16.2 (61.2)    | 12.2 (53.9)    | 20.93 (69.67)   |
| 平均最低気温 °C （°F）                    | 5.5 (41.9)     | 7.7 (45.9)     | 11.2 (52.1)    | 14.9 (58.9)    | 19.3 (66.7)    | 22.6 (72.6)    | 23.6 (74.4)    | 23.6 (74.4)    | 21.1 (70.0)    | 15.8 (60.4)    | 10.4 (50.7)    | 6.5 (43.7)     | 15.18 (59.31)   |
| 最低気温記録 °C （°F）                    | −15 (5)        | −14 (6)        | −8 (18)        | −2 (29)        | 4 (40)         | 8 (47)         | 14 (57)        | 14 (57)        | 6 (43)         | −3 (26)        | −6 (21)        | −16 (3)        | −16 (3)         |
| 降水量 mm （inch）                        | 111.3 (4.38)   | 84.3 (3.32)    | 87.9 (3.46)    | 86.1 (3.39)    | 138.7 (5.46)   | 132.3 (5.21)   | 84.3 (3.32)    | 115.1 (4.53)   | 93.7 (3.69)    | 136.9 (5.39)   | 121.2 (4.77)   | 104.1 (4.10)   | 1,295.9 (51.02) |
| 平均降水日数 （≥0.01 in）                 | 9              | 9              | 8              | 7              | 6              | 8              | 9              | 7              | 7              | 7              | 8              | 10             | 94              |
| 出典：NOAA (precipitation days 2000–2017) |                |                |                |                |                |                |                |                |                |                |                |                |                 |

### 併合
市が1904年に法人化したとき、市の面積は5.4平方マイルだった。1970年から2000年にかけて、市の面積は7.15平方マイルから42.35平方マイルに拡大した 。2007年、市は併合により市域を拡大し続ける計画の概要を示した。テキサス州地方自治法第43章によれば、コンローのようなホームルールを採用している自治体では、一定の制限付きで、市の現在の境界に隣接する領域を併合することができる。市の2007年の計画では、自発的併合と非自発的併合の組み合わせにより、面積を2倍にすることが計画されていた。2007年以降、市は毎年（2022年現在）周辺地域を併合しており、市の面積は52.8平方マイルから77.5平方マイルに増加した。
2015年4月、エイプリル・サウンズのゲーテッドコミュニティの住民は、2015年1月1日にコミュニティが併合された後、コンローに対して訴訟を起こしたが、訴訟は2017年3月に棄却された。エイプリル・サウンドが市に編入されてから初となる2016年の市長選挙では、非自発的併合が主要な論点であった。併合賛成派は併合が「成長と進歩を促進する」ための有用な手段であると主張したが、反対派は併合された領土が交渉で「公平な扱い」を受けるかどうかを懸念した。2017年、市議会はさらなる非自発的併合への賛成を採決した。

### 生態系
コンローは、テキサス州東部のパイニー・ウッズと呼ばれる森林の南西縁に位置する。パイニー・ウッズは松の木と広葉樹林で構成されている。パイニーウッズの南西部で最も一般的な種類の木はテーダマツであり、エキナタマツも多い。ブラックランド・プレーリーの植生も一部存在するが、都市化により消滅しつつある。
1926年、テキサスA&M森林局は1,700エーカーのパイニー・ウッズを購入し、W・グッドリッチ・ジョーンズ州立森林公園を開設した。この森林は、持続可能な林業技術の研究と実証の場となっている。21世紀初頭に国際自然保護連合によって準絶滅危惧種に分類されたホオジロシマアカゲラの生息地も保存されている。
2017年、テキサスA&Mは州上院議員ブランドン・クレイトンに対し、教育および研究関連の開発のために森林の10パーセントを確保する法案の作成を依頼した。この法案はまた、その土地での商業開発の可能性も開いた。この法案に対する国民の懸念により、クレイトンは法案を修正するよう説得された。上院を全会一致で通過した最終法案により、森林全体は開発から保護された。

### 水資源
サンジャシント川の西の分流が市の西端を流れている。市全体が川の流域内に入っている。ヒューストンの代替飲料水源を確立するために1973年に造られたダム湖であるコンロー湖から南東に流れている。
コンローは、都市に新鮮な飲料水を供給する地下帯水層の上に発達した。この地域の急速な開発と、コンローとその周辺地域の人口増加により、地下水が補充されるよりも速いペースで地下水の利用が進んでいる。そのため、モンゴメリー郡の地下水利用を管理するローンスター地下水保全地区は、コンローに対し、2016年1月1日までに地下水利用量を2009年比で30%削減することを義務付けた。サンジャシント川管理局は削減計画に基づき、2015年9月からコンロー湖から汲み上げた地表水でコンローの地下水供給を補うことを開始した。サンジャシント川管理局は水の汲み上げと処理の費用として、市に使用料を請求している。
2015年8月27日、コンロー市は、市の地下水利用を制限する権限がないと主張して、ローンスター地下水保全地区に対して訴訟を起こした。市は2016年にもサンジャシント川管理局への水道使用料値上げの支払いを拒否し、その結果、サンジャシント川管理局が市に対して別の訴訟を起こした。ローンスター地下水保全地区と市は2019年1月に和解合意に達した。サンジャシント川の訴訟は2020年6月に棄却された。
サンジャシント川沿いの一部地域は氾濫原の中にある。48時間の降雨量が9インチ（約230mm）を超えると、氾濫原に沿って洪水が発生する。コンロー周辺地域では、これほどの降雨量が降る確率は10年に1回ほどである コンローとその周辺地域の都市開発も洪水の危険性を悪化させている。モンゴメリー郡では、2015年5月、2016年4月、2016年5月、2017年8月と3年連続して500年に1度の洪水が発生した。
2017年8月の洪水はハリケーン・ハービーにより発生し、市内では32インチ（約810mm）の雨が降った。ダムの決壊を防ぐため、サンジャシント川管理当局は毎秒79,100立方フィートの水をコンロー湖から下流のサンジャシント川に放流し、既に氾濫原で起こっている洪水を悪化させた。コンロー市当局は、川沿いの地区であるマクデイド・エステートの強制立ち退きを命じた.。洪水への対応として、モンゴメリー郡の郡政委員は2017年10月、連邦政府に対し洪水軽減調査のために125万ドルを要求し、さらに様々な洪水軽減の事業を実施するため、追加で9,550万ドルを要求した。

## 人口動態
21世紀に入って最初の10年間、コンローにはヒューストン周辺地域から多くの新しい住民が集まった。2002年頃のコンローは「閑静な辺境の町」で、当時コンロー市当局は住宅開発業者をコンローに誘致するために奨励金を利用する必要があった。2003年から2006年にかけて、コンローでは新築住宅の建設ブームが起こった。その結果、コンローの人口は2000年の36,811人から2010年には56,207人に増加した。
| 人種                                       | 人口   | 割合   |
| ------------------------------------------ | ------ | ------ |
| 白人（非ヒスパニック系）                   | 45,272 | 50.33% |
| ヒスパニック・ラテン系                     | 29,477 | 32.77% |
| アフリカ系（非ヒスパニック系）             | 8,951  | 9.95%  |
| アジア系（非ヒスパニック系）               | 2,412  | 2.68%  |
| 太平洋諸島系（非ヒスパニック系）           | 85     | 0.09%  |
| ネイティブ・アメリカン（非ヒスパニック系） | 299    | 0.33%  |
| その他の人種（非ヒスパニック系）           | 348    | 0.39%  |
| 混血（非ヒスパニック系）                   | 3,112  | 3.46%  |
| 合計                                       | 89,956 |        |

## 経済
1980年代初頭、エクソンモービルは従業員をコンローの拠点に統合することを検討した。石油の過剰供給により、同社は計画を中止した。
市の2016年包括的年次財務報告書によると、市内の雇用主上位は次のとおり。
| #  | 雇用主                         | 従業員数 |
| -- | ------------------------------ | -------- |
| 1  | コンロー独立学区               | 7,200    |
| 2  | モンゴメリー郡                 | 2,166    |
| 3  | コンロー地域医療センター       | 1,226    |
| 4  | コンロー市役所                 | 529      |
| 5  | Community Pathology Associates | 424      |
| 6  | NOV Inc.                       | 400      |
| 7  | Tony Gullo Motors              | 305      |
| 8  | ロウズ                         | 300      |
| 9  | Medivators, Inc.               | 300      |
| 10 | ウォルマート                   | 300      |

## 文化
コンローのダウンタウンのセントラル・ビジネス地区には複数の文化施設がある。最も歴史があるのは、1935年11月26日にオープンしたクライトン劇場で、1932年から1933年までコンロー市長を務めたハリー・M・クライトンにちなんで名付けられた。この劇場は1967年まで地域の映画館として機能していたが、その時点では荒廃してしまっていた。1979年に改装され、現在は演劇の会場となっている。別の劇場であるオーウェン劇場もこの地区にある。コンロー・ファウンダーズ・プラザとヘリテージ・プレイスに屋外パフォーマンス会場があり、年間を通じて複数のフェスティバルが開催されている。
市は、グレーター・コンロー芸術連合を含むいくつかの芸術団体を支援している。この連合は、コンロー交響楽団、コンロー芸術連盟、モンゴメリー郡合唱協会など、市内の複数の芸術グループのネットワークである。連合はテキサス州とともにヤング・テキサス・アーティスト音楽コンクールも後援している。1983年に設立されたこのコンクールでは、クラシック音楽でのキャリアを目指す若い音楽家が演奏を披露している。2009年、市はセントラル・ビジネス地区に点在する13個の石のベンチを芸術作品に変える、アート・ベンチ・プロジェクトを後援した。それぞれのベンチには、ジョージ・ストレークやチャールズ・B・スチュワートなどの歴史的な人物から、クライトン・プレイヤーズなどの現代美術のグループに至るまで、コンローの歴史と文化のさまざまな部分が描かれている。

### 公園・レクリエーション
市内には地元の歴史を記録した公園や施設がある。モンゴメリー郡文化遺産博物館には、モンゴメリー郡の初期入植者の遺産が保管されている。
ローンスター記念碑・歴史的旗公園には、テキサス州の歴史的な旗が展示されている。旗は公園の周りに円を描くように配置され、中央にはテクシャンの像が置かれている。それぞれの旗には、テキサスの歴史とのつながりを説明するプレートが付いている。公園の入り口には、ローンスター旗をデザインしたとされるチャールズ・B・スチュワートの像が立っている。
モンゴメリー郡戦争記念公園には、現役中に死亡したモンゴメリー郡の兵士166名を追悼する記念碑が設置されている。公園の落成式は 1976 年に行われ、ジェラルド・フォード大統領の演説が行われた。
2017年、モンゴメリー郡委員裁判所とコンロー市は、モンゴメリー郡に住んでいた最大5万人の兵士の名前を入れるために記念碑を移転・拡張することに同意した。
コンローのダウンタウンの北西にあるコンロー湖は、ボート遊びや釣りなどの水上アクティビティの場となっている。湖では、オオクチバス、ブルーギル、アメリカナマズ、ホワイトバスといった魚がよくみられる。早春と秋にはクラッピーがみられることもある。

## 教育
ローンスター・カレッジ（元々はノース・ハリス・モンゴメリー・コミュニティカレッジ地区）がコンローを対象にしている。
ローンスターカレッジのモンゴメリーキャンパスとLSCユニバーシティセンターがサービスを提供しており、ローンスター・カレッジのモンゴメリー校や大学センターがある。1991年にコンロー独立教育学区がこのコミュニティカレッジ地区に加わり、1996年にウィリス独立教育学区も加わった。
セントトーマス・カトリック大学は、2020年秋にコンローにキャンパスを開設した。旧コンロー警察の建物は、最長3年間、暫定的なキャンパスとして使用するために改修された。恒久的なキャンパスは、デイソン・テクノロジー・パークに設置されることが提案されている。1952年の卒業生であるヴィンセント・ダミコは、このプロジェクトのために、モンゴメリー郡東部の面積20haの土地を大学に提供した。

### 公立学校
コンローのほぼすべての地域はコンロー独立学区内にあるが、北部の一部はウィリス独立学区内、西部の一部はモンゴメリー独立学区内にある。
高校
- コンロー高校
- オークリッジ高校
- キャニー・クリーク高校

中等学校
- クライアー中等学校
- トラヴィス中等学校
- ボズマン中等学校

中学校
- ジョン・V・ピート中学校
- ワシントン中学校
- アルバート・B・ムーアヘッド中学校

小学校
- アンダーソン小学校
- ニール・アームストロング小学校
- ギージンガー小学校
- サム・ヒューストン小学校
- O・A・リーヴス小学校
- B・B・ライス小学校
- ギャラクシー小学校
- J・W・ラニアン小学校
- ポインセチア小学校
- ウィルキンソン小学校

### 私立学校
- セイクレッド・ハート・カトリックスクール（ガルベストン・ヒューストン大司教区が運営）
- コヴェナント・クリスチャンスクール
- ライフスタイル・クリスチャンスクール
- モンゴメリー・クリスチャン・アカデミー

### メディア
『ザ・クーリエ』はコンローで発行されている日刊紙で、モンゴメリー郡の地方紙である。2016年、ヒューストン・クロニクルを所有しているハースト・コミュニケーションズに買収された。
市ではアイオン・テレビジョンが運営するKPXB-TVと、クエストが運営するKTBUのテレビ局が認可されている。いずれもヒューストン市内にスタジオがある。

## 交通
2012年、アメリカ合衆国国勢調査局はコンローとザ・ウッドランズ周辺の地域を「大型都市化移行地域」に指定した。これは、住民が20万人を超える地域として定義されており、交通支援のための連邦交通基金を受け取る資格があることになった。
- 州間高速道路 45 号線は市と64km南のヒューストンおよび515km北西のダラスを結んでいる。
- テキサス州道105号線は東のクリーブランドとモンゴメリーを結んでいる。
- テキサス環状335号線は市を周回している。
- コンロー＝ノースヒューストン地域空港は一般航空用の空港である。
- グレイハウンドのバス停がガソリンスタンドに併設されている。
- ヒューストン・メトロはヒューストンのダウンタウンへのバスを運行している。
- 市は、2015年にバス路線（コンロー・コネクション）の運行を開始した。運行時間は月曜日から金曜日の午前7時から午後7時まで。
- BNSF鉄道はハーディン郡のシルスビーとグライムス郡のナバソタを結ぶ貨物線を運行している。
- ユニオン・パシフィック鉄道はヒューストンとパレスティーンを結ぶ貨物線を運行している。

## 医療
1920年代初頭、私設のメアリー・スウェイン療養所が市内初の医療機関として開設された。
1938年に、公立のモンゴメリー郡病院がこれに取って代わった。病床数は25床であった。1982年に新しい病院が開設された後、病院は閉鎖された。

## 著名な出身者
- ブランドン・アレン - 野球選手
- ケビン・スローイー - 野球選手
- アンドリュー・キャッシュナー - 野球選手
- チャド・フォックス - 野球選手
- アダム・オラー - 野球選手
- コーリン・エドワーズ - オートバイレーサー
- カイル・ベネット - BMX選手
- アイラ・ブラウン - バスケットボール選手